# GM Futurliner
Die GM Futurliner waren eine Fahrzeugbaureihe von General Motors, deren zwölf Fahrzeuge in den Jahren 1940 und 1941 produziert, während des Zweiten Weltkriegs restauriert und von 1953 bis 1956 weiterhin genutzt wurden.
Die futuristisch gestalteten Busse wurden von Harley Earl entworfen und auf der Parade of Progress im Jahr 1941, welche neue Fahrzeuge und Technologien des Unternehmens in den Vereinigten Staaten vorführen sollte, gezeigt. 

## Parade of Progress

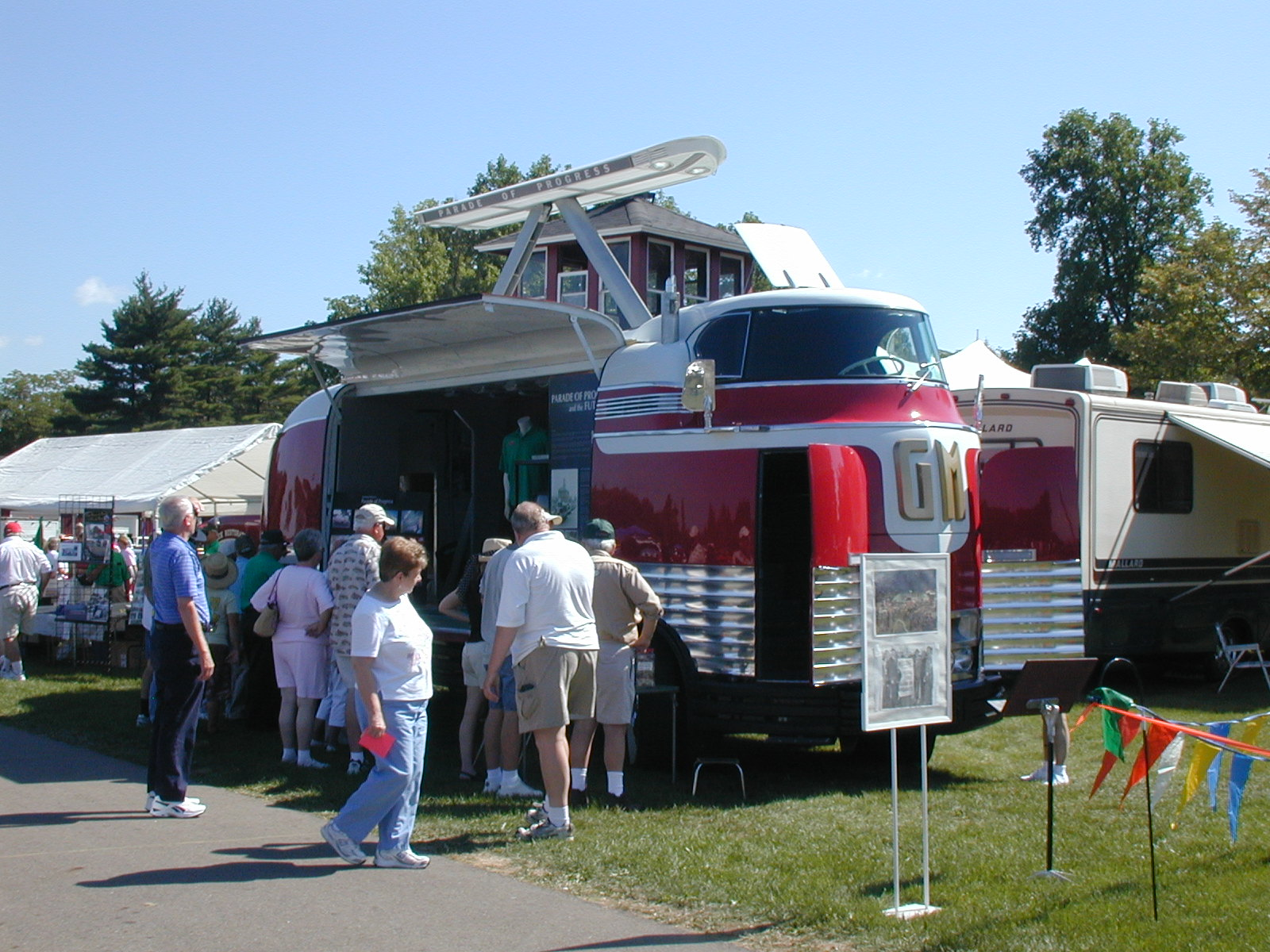
Seitenansicht

Die auf der im April 1941 in Florida gestarteten Parade of Progress gezeigten Fahrzeuge dienten hauptsächlich dazu, neue Technologien wie Mikrowellen oder Fernseher zu zeigen. Diese Dinge wurden im Inneren der Fahrzeuge installiert und konnten betrachtet werden. Weiterhin konnte man sich über ähnliche Neuheiten informieren.
Bei Eintritt der USA in den Zweiten Weltkrieg wurde die Parade of Progress unterbrochen. In der Zeit des Krieges wurden die Fahrzeuge wieder auf Vordermann gebracht und 1953 wurde die Parade fortgesetzt, ehe sie 1956 zu Ende ging.
Neben den Futurlinern waren 32 Begleitfahrzeuge auf der Parade durch die USA dabei.

## Nach der Parade
Nach der Parade wurden die Fahrzeuge von General Motors verkauft oder gespendet. Zwei der Futurliner gingen 1959 an die Michigan State Police, die die Wagen als „Safetyliners“ nutzte, um über die Sicherheit auf den Straßen zu informieren.
Ein weiterer Wagen wurde an Oral Roberts abgegeben, der das Fahrzeug als mobile Bühne während seiner evangelikalen Touren in den 1960ern nutzte. Heute wird vermutet, dass sich dieses Fahrzeug in Mittel- oder Südamerika befindet.

## Heutige Zeit
Heute sind die Futurliner extrem teure Sammlerstücke. 2006 wurde der Futurliner Nummer elf für die Summe in Höhe von vier Millionen US-Dollar nach Arizona verkauft.
Im Sommer 2008 wurde der Futurliner Nummer acht zu seinem schwedischen Besitzer Nicklas Jonsson geliefert, der plante, das Fahrzeug innerhalb von zehn Jahren zu restaurieren.
Von den restlichen sechs überlebenden Exemplare werden zurzeit drei Stück restauriert und zwei sind in Werbungen zu sehen. Ein Futurliner befindet sich in der Sammlung des Gilmore Car Museum in Hickory Corners (Michigan).
Futurliner Nummer 9, der 1984 von Bob Valdez gekauft und zum Wohnmobil umgebaut wurde, ist im März 2015 von einem deutschen Sammler erworben worden.
Nummer 7 ist durch Zufall im Dezember 2016 in einem Hinterhof im US-Bundesstaat Maine gefunden worden. Seine neue Heimat hat der verschollen geglaubte Futurliner jetzt bei einem Ilmenauer Unternehmer, welcher ihn in den nächsten Jahren restaurieren möchte.

## Trivia
- In einer Folge der Batman-Zeichentrickserie ist ein Futurliner als SWAT-Van zu sehen.